# Ligue D de la Ligue des nations de l'UEFA 2022-2023
Navigation
Ligue D 2020-2021 Ligue D 2024-2025
La Ligue D de la Ligue des nations 2022-2023 est la quatrième division de la Ligue des nations 2022-2023, troisième édition d'une compétition impliquant les équipes nationales masculines des 55 associations membres de l'UEFA.

## Format
Le format de la compétition est identique à l'édition précédente.

### Tirage au sort
Les équipes sont attribuées à la Ligue D en fonction de la liste d'accès basée sur le classement général de la précédente édition. Elles sont réparties en deux chapeaux, un de quatre équipes et un de trois équipes, placées selon leur coefficient.
Le tirage au sort de la phase de ligue a lieu à Nyon, le 16 décembre 2021.
| Équipe        | Classement |
| ------------- | ---------- |
| Estonie       | 47         |
| Moldavie      | 48         |
| Liechtenstein | 51         |
| Malte         | 52         |

| Équipe      | Classement |
| ----------- | ---------- |
| Lettonie    | 53         |
| Saint-Marin | 54         |
| Andorre     | 55         |

## Groupes
Légende des classements
- Promotion en Ligue C

### Groupe 1
| Rang | Équipe        | Pts | J | G | N | P | Bp | Bc | Diff |  | Résultats (▼ dom., ► ext.) |     |     |     |     |
| ---- | ------------- | --- | - | - | - | - | -- | -- | ---- |  | -------------------------- | --- | --- | --- | --- |
| 1    | Lettonie      | 13  | 6 | 4 | 1 | 1 | 12 | 5  | +7   |  | Lettonie                   |     | 1-2 | 3-0 | 1-0 |
| 2    | Moldavie      | 13  | 6 | 4 | 1 | 1 | 10 | 6  | +4   |  | Moldavie                   | 2-4 |     | 2-1 | 2-0 |
| 3    | Andorre       | 8   | 6 | 2 | 2 | 2 | 6  | 7  | -1   |  | Andorre                    | 1-1 | 0-0 |     | 2-1 |
| 4    | Liechtenstein | 0   | 6 | 0 | 0 | 6 | 1  | 11 | -10  |  | Liechtenstein              | 0-2 | 0-2 | 0-2 |     |

| 1re journée       | Lettonie                                                              | 3 - 0   | Andorre | Stade Daugava, Riga                                                       |                                                                           |
| 3 juin 2022 18h00 | Uldriķis ( Savaļnieks) 9e ( Savaļnieks) 77e · J. Ikaunieks 85e (pen.) | (1 - 0) |         | Spectateurs : 5 863 Arbitrage : Tomasz Musiał Arbitre vidéo : Piotr Lasyk | Spectateurs : 5 863 Arbitrage : Tomasz Musiał Arbitre vidéo : Piotr Lasyk |
| 3 juin 2022 18h00 | Rapport                                                               |         |         | Spectateurs : 5 863 Arbitrage : Tomasz Musiał Arbitre vidéo : Piotr Lasyk | Spectateurs : 5 863 Arbitrage : Tomasz Musiał Arbitre vidéo : Piotr Lasyk |

|       | Liechtenstein                                | 0 - 2   | Moldavie                                      | Rheinpark Stadion, Vaduz                                                     |                                                                              |
| 20h45 |                                              | (0 - 1) | 5e (pen.) Nicolaescu · 90+1e Bolohan (Armaș ) | Spectateurs : 903 Arbitrage : Giorgi Kruashvili Arbitre vidéo : Sören Storks | Spectateurs : 903 Arbitrage : Giorgi Kruashvili Arbitre vidéo : Sören Storks |
| 20h45 | Meier (en) 42e · Graber (en) 51e · Frick 55e | Rapport | 55e Revenco (en) · 77e Reabciuk               | Spectateurs : 903 Arbitrage : Giorgi Kruashvili Arbitre vidéo : Sören Storks | Spectateurs : 903 Arbitrage : Giorgi Kruashvili Arbitre vidéo : Sören Storks |

| 2e journée        | Lettonie    | 1 - 0   | Liechtenstein   | Stade Daugava, Riga                         |                                             |
| 6 juin 2022 18h00 | Zjuzins 73e | (0 - 0) |                 | Spectateurs : 5 966 Arbitrage : Mario Zebec | Spectateurs : 5 966 Arbitrage : Mario Zebec |
| 6 juin 2022 18h00 | Zjuzins 69e | Rapport | 45+3e Beck (en) | Spectateurs : 5 966 Arbitrage : Mario Zebec | Spectateurs : 5 966 Arbitrage : Mario Zebec |

|       | Andorre                          | 0 - 0   | Moldavie                                                                  | Estadi Nacional, Andorre-la-Vieille          |                                              |
| 20h45 |                                  |         |                                                                           | Spectateurs : 756 Arbitrage : Lionel Tschudi | Spectateurs : 756 Arbitrage : Lionel Tschudi |
| 20h45 | Aláez (en) 65e · García (en) 72e | Rapport | 44e Stînă (en) · 59e Armaș · 65e Dros (en) · 79e Cojocaru (en) · 83e Rață | Spectateurs : 756 Arbitrage : Lionel Tschudi | Spectateurs : 756 Arbitrage : Lionel Tschudi |

| 3e journée         | Moldavie                                  | 2 - 4   | Lettonie                                                            | Stade Zimbru, Chișinău                        |                                               |
| 10 juin 2022 18h00 | Nicolaescu 5e (pen.) · ( Rață) Moțpan 64e | (1 - 2) | 19e ( Cigaņiks) 60e Gutkovskis · 26e ( Gutkovskis) 75e J. Ikaunieks | Spectateurs : 4 842 Arbitrage : Andrew Madley | Spectateurs : 4 842 Arbitrage : Andrew Madley |
| 10 juin 2022 18h00 | Bolohan 45+2e                             | Rapport | 21e Černomordijs (en) · 45e Cigaņiks                                | Spectateurs : 4 842 Arbitrage : Andrew Madley | Spectateurs : 4 842 Arbitrage : Andrew Madley |

|       | Andorre                      | 2 - 1   | Liechtenstein                              | Estadi Nacional, Andorre-la-Vieille           |                                               |
| 20h45 | Aláez 78e (pen.) · Rubio 82e | (0 - 0) | 90+2e Meier (N.Frick )                     | Spectateurs : 932 Arbitrage : Nejc Kajtazovic | Spectateurs : 932 Arbitrage : Nejc Kajtazovic |
| 20h45 | Bernat (en) 63e · Cucu 81e   | Rapport | 5e Sele · 24e Graber (en) · 76e Malin (en) | Spectateurs : 932 Arbitrage : Nejc Kajtazovic | Spectateurs : 932 Arbitrage : Nejc Kajtazovic |

| 4e journée         | Moldavie                                    | 2 - 1   | Andorre                             | Stade Zimbru, Chișinău                           |                                                  |
| 14 juin 2022 18h00 | Caimacov 26e (pen.) · Nicolaescu 50e (pen.) | (1 - 1) | 45+4e M.Vieira (Cucu )              | Spectateurs : 4 275 Arbitrage : Peter Kjaesgaard | Spectateurs : 4 275 Arbitrage : Peter Kjaesgaard |
| 14 juin 2022 18h00 | Caimacov 33e · Rață 79e                     | Rapport | 25e J.Rubio · 90+4e Chus Rubio (en) | Spectateurs : 4 275 Arbitrage : Peter Kjaesgaard | Spectateurs : 4 275 Arbitrage : Peter Kjaesgaard |

|       | Liechtenstein                              | 0 - 2   | Lettonie                       | Rheinpark Stadion, Vaduz                         |                                                  |
| 20h45 |                                            | (0 - 2) | 20e (Uldriķis ) 28e Gutkovskis | Spectateurs : 885 Arbitrage : Aleksandar Stavrev | Spectateurs : 885 Arbitrage : Aleksandar Stavrev |
| 20h45 | Sele 11e · Beck (en) 22e · Marxer (en) 65e | Rapport | 44e Jurkovskis · 57e Zjuzins   | Spectateurs : 885 Arbitrage : Aleksandar Stavrev | Spectateurs : 885 Arbitrage : Aleksandar Stavrev |

| 5e journée              | Lettonie               | 1 - 2   | Moldavie                                       | Stade Daugava, Riga                           |                                               |
| 22 septembre 2022 18h00 | ( Emsis) Ikaunieks 55e | (0 - 2) | 26e Revenco (Plătică (en) ) · 45e Nicolaescu   | Spectateurs : 6 711 Arbitrage : António Nobre | Spectateurs : 6 711 Arbitrage : António Nobre |
| 22 septembre 2022 18h00 | J.Ikaunieks 22e        | Rapport | 60e Posmac · 87e Caimacov · 90+2e Revenco (en) | Spectateurs : 6 711 Arbitrage : António Nobre | Spectateurs : 6 711 Arbitrage : António Nobre |

|       | Liechtenstein | 0 - 2   | Andorre               | Rheinpark Stadion, Vaduz                                                 |                                                                          |
| 20h45 |               | (0 - 1) | 4e Rosas · 80e Cervós | Spectateurs : 914 Arbitrage : Juxhin Xhaja Arbitre vidéo : Luca Pairetto | Spectateurs : 914 Arbitrage : Juxhin Xhaja Arbitre vidéo : Luca Pairetto |
| 20h45 | Rapport       |         |                       | Spectateurs : 914 Arbitrage : Juxhin Xhaja Arbitre vidéo : Luca Pairetto | Spectateurs : 914 Arbitrage : Juxhin Xhaja Arbitre vidéo : Luca Pairetto |

| 6e journée              | Andorre   | 1 - 1   | Lettonie       | Estadi Nacional, Andorre-la-Vieille                                                    |                                                                                        |
| 25 septembre 2022 15h00 | Rosas 88e | (0 - 0) | 50e Gutkovskis | Spectateurs : 1 102 Arbitrage : Anastasios Papapetrou Arbitre vidéo : Agelos Evangelou | Spectateurs : 1 102 Arbitrage : Anastasios Papapetrou Arbitre vidéo : Agelos Evangelou |
| 25 septembre 2022 15h00 | Rapport   |         |                | Spectateurs : 1 102 Arbitrage : Anastasios Papapetrou Arbitre vidéo : Agelos Evangelou | Spectateurs : 1 102 Arbitrage : Anastasios Papapetrou Arbitre vidéo : Agelos Evangelou |

|       | Moldavie          | 2 - 0   | Liechtenstein | Stade Zimbru, Chișinău                                                              |                                                                                     |
| 15h00 | Stînă 90+2e 90+4e | (0 - 0) |               | Spectateurs : 5 774 Arbitrage : Stéphanie Frappart Arbitre vidéo : Maurizio Mariani | Spectateurs : 5 774 Arbitrage : Stéphanie Frappart Arbitre vidéo : Maurizio Mariani |
| 15h00 | Rapport           |         |               | Spectateurs : 5 774 Arbitrage : Stéphanie Frappart Arbitre vidéo : Maurizio Mariani | Spectateurs : 5 774 Arbitrage : Stéphanie Frappart Arbitre vidéo : Maurizio Mariani |

### Groupe 2
| Rang | Équipe      | Pts | J | G | N | P | Bp | Bc | Diff |  | Résultats (▼ dom., ► ext.) |     |     |     |
| ---- | ----------- | --- | - | - | - | - | -- | -- | ---- |  | -------------------------- | --- | --- | --- |
| 1    | Estonie     | 12  | 4 | 4 | 0 | 0 | 10 | 2  | +8   |  | Estonie                    |     | 2-1 | 2-0 |
| 2    | Malte       | 6   | 4 | 2 | 0 | 2 | 5  | 4  | +1   |  | Malte                      | 1-2 |     | 1-0 |
| 3    | Saint-Marin | 0   | 4 | 0 | 0 | 4 | 0  | 9  | -9   |  | Saint-Marin                | 0-4 | 0-2 |     |

| 1re journée       | Estonie              | 2 - 0   | Saint-Marin | A. Le Coq Arena, Tallinn                                                                   |                                                                                            |
| 2 juin 2022 18h00 | Kirss 24e · Tamm 32e | (2 - 0) |             | Spectateurs : 3 533 Arbitrage : Ioannis Papadopoulos (nl) Arbitre vidéo : Agelos Evangelou | Spectateurs : 3 533 Arbitrage : Ioannis Papadopoulos (nl) Arbitre vidéo : Agelos Evangelou |
| 2 juin 2022 18h00 | Rapport              |         |             | Spectateurs : 3 533 Arbitrage : Ioannis Papadopoulos (nl) Arbitre vidéo : Agelos Evangelou | Spectateurs : 3 533 Arbitrage : Ioannis Papadopoulos (nl) Arbitre vidéo : Agelos Evangelou |

| 2e journée  | Saint-Marin | 0 - 2   | Malte                          | Stadio Olimpico, Serravalle                                                   |                                                                               |
| 5 juin 2022 |             | (0 - 0) | 59e Busuttil · 75e Guillaumier | Spectateurs : 558 Arbitrage : Aliyar Aghayev Arbitre vidéo : César Soto Grado | Spectateurs : 558 Arbitrage : Aliyar Aghayev Arbitre vidéo : César Soto Grado |
| 5 juin 2022 | Rapport     |         |                                | Spectateurs : 558 Arbitrage : Aliyar Aghayev Arbitre vidéo : César Soto Grado | Spectateurs : 558 Arbitrage : Aliyar Aghayev Arbitre vidéo : César Soto Grado |

| 3e journée        | Malte          | 1 - 2   | Estonie                     | Ta' Qali Stadium, Ta' Qali                                                   |                                                                              |
| 9 juin 2022 20h45 | Hein 56e (csc) | (0 - 1) | 21e Vassiljev · 90+4e Anier | Spectateurs : 3 422 Arbitrage : Bobby Madden Arbitre vidéo : Jochem Kamphuis | Spectateurs : 3 422 Arbitrage : Bobby Madden Arbitre vidéo : Jochem Kamphuis |
| 9 juin 2022 20h45 | Rapport        |         |                             | Spectateurs : 3 422 Arbitrage : Bobby Madden Arbitre vidéo : Jochem Kamphuis | Spectateurs : 3 422 Arbitrage : Bobby Madden Arbitre vidéo : Jochem Kamphuis |

| 4e journée         | Malte         | 1 - 0   | Saint-Marin | Ta' Qali Stadium, Ta' Qali                                                    |                                                                               |
| 12 juin 2022 20h45 | Z. Muscat 50e | (0 - 0) |             | Spectateurs : 2 646 Arbitrage : Dennis Higler Arbitre vidéo : Jeroen Manschot | Spectateurs : 2 646 Arbitrage : Dennis Higler Arbitre vidéo : Jeroen Manschot |
| 12 juin 2022 20h45 | Rapport       |         |             | Spectateurs : 2 646 Arbitrage : Dennis Higler Arbitre vidéo : Jeroen Manschot | Spectateurs : 2 646 Arbitrage : Dennis Higler Arbitre vidéo : Jeroen Manschot |

| 5e journée              | Estonie                           | 2 - 1   | Malte            | A. Le Coq Arena, Tallinn                                                    |                                                                             |
| 23 septembre 2022 20h45 | Sappinen 45+6e (pen.) · Anier 86e | (1 - 0) | 51e (pen.) Teuma | Spectateurs : 5 539 Arbitrage : Daniel Siebert Arbitre vidéo : Sören Starks | Spectateurs : 5 539 Arbitrage : Daniel Siebert Arbitre vidéo : Sören Starks |
| 23 septembre 2022 20h45 | Rapport                           |         |                  | Spectateurs : 5 539 Arbitrage : Daniel Siebert Arbitre vidéo : Sören Starks | Spectateurs : 5 539 Arbitrage : Daniel Siebert Arbitre vidéo : Sören Starks |

| 6e journée              | Saint-Marin | 0 - 4   | Estonie                                    | Stadio Olimpico, Serravalle                                                 |                                                                             |
| 26 septembre 2022 20h45 |             | (0 - 1) | 38e 77e Anier · 56e Teniste · 66e Sappinen | Spectateurs : 608 Arbitrage : Kateryna Monzul Arbitre vidéo : Dennis Higler | Spectateurs : 608 Arbitrage : Kateryna Monzul Arbitre vidéo : Dennis Higler |
| 26 septembre 2022 20h45 | Rapport     |         |                                            | Spectateurs : 608 Arbitrage : Kateryna Monzul Arbitre vidéo : Dennis Higler | Spectateurs : 608 Arbitrage : Kateryna Monzul Arbitre vidéo : Dennis Higler |

## Classement général
Légende des classements
- Promotion en Ligue C pour la saison 2024-2025

| Ligue D | Ligue D       | Ligue D                         | Ligue D | Ligue D | Ligue D | Ligue D | Ligue D | Ligue D | Ligue D | Ligue D | Ligue D |
| Rang    | Nation        | Parcours                        | Gr.     | MJ      | G       | N       | P       | Pts     | Bp      | Bc      | Diff    |
| ------- | ------------- | ------------------------------- | ------- | ------- | ------- | ------- | ------- | ------- | ------- | ------- | ------- |
| 49e     | Estonie       | Meilleur premier de groupe      | 2       | 4       | 4       | 0       | 0       | 12      | 10      | 2       | +8      |
| 50e     | Lettonie      | 2e meilleur premier de groupe   | 1       | 4       | 2       | 1       | 1       | 7       | 9       | 5       | +4      |
|         |               |                                 |         |         |         |         |         |         |         |         |         |
| 51e     | Moldavie      | Meilleur deuxième de groupe     | 1       | 4       | 2       | 1       | 1       | 7       | 6       | 6       | 0       |
| 52e     | Malte         | 2e meilleur deuxième de groupe  | 2       | 4       | 2       | 0       | 2       | 2       | 5       | 4       | +1      |
|         |               |                                 |         |         |         |         |         |         |         |         |         |
| 53e     | Andorre       | Meilleur troisième de groupe    | 1       | 4       | 0       | 2       | 2       | 2       | 2       | 6       | -4      |
| 54e     | Saint-Marin   | 2e meilleur troisième de groupe | 2       | 4       | 0       | 0       | 4       | 0       | 0       | 9       | -9      |
|         |               |                                 |         |         |         |         |         |         |         |         |         |
| 55e     | Liechtenstein | 4e de groupe                    | 1       | 6       | 0       | 0       | 6       | 0       | 1       | 11      | -10     |

## Buteurs
| 5 buts - Vladislavs Gutkovskis | 4 buts - Henri Anier - Jānis Ikaunieks - Ion Nicolaescu | 2 buts - Albert Rosas - Rauno Sappinen - Roberts Uldriķis - Victor Stînă |

1 but
- Jordi Aláez
- Joan Cervós
- Chus Rubio
- Márcio Vieira
- Robert Kirss
- Joonas Tamm
- Taijo Teniste
- Konstantin Vassiljev
- Artūrs Zjuzins
- Livio Meier
- Vadim Bolohan
- Mihail Caimacov
- Nichita Moțpan
- Ioan-Călin Revenco
- Jan Busuttil
- Matthew Guillaumier
- Zach Muscat
- Teddy Teuma

Buts contre son camp
- Karl Jakob Hein (pour  Malte)